# Сартинья
Сартинья́ (рос. Сартынья) — присілок у складі Березовського району Ханти-Мансійського автономного округу Тюменської області, Росія. Входить до складу Саранпаульського сільського поселення.
Населення — 38 осіб (2010, 61 у 2002).
Національний склад станом на 2002 рік: мансі — 49 %.